# Pedro Nuño Colón de Portugal
Pedro Nuño Colón de Portugal, duc de Veragua, marquis de la Jamaica (espagnol: Don Pedro Nuño Colón de Portugal, duque de Veragua, marqués de la Jamaica y de Villamizar, y conde de los Gelves) (~ 1615, Espagne—13 décembre 1673 à Mexico) fut Vice-roi de Nouvelle-Espagne du 8 décembre 1673 au 13 décembre 1673. Colón de Portugal est un descendant direct de Christophe Colomb, il est chevalier de l'Ordre de la Toison d'or. Il a également exercé les fonctions d'amiral et de gouverneur des Indes. Il est le premier Vice-roi de Nouvelle-Espagne nommé sous le règne de Charles II. Son mandat sera le plus bref de celui de tous les vice-rois. Il meurt cinq jours après son entrée en fonction formelle.
Le 28 avril 1672, Enrique de Toledo y Osorio, Marquis de Villafranca est nommé Vice-roi de Nouvelle-Espagne, mais il décline ce poste. Colón de Portugal est nommé Vice-roi le 10 juin 1672, il arrive à Veracruz en septembre 1673. Il reste quelque temps à Veracruz pour y inspecter les fortifications, l'Espagne est alors en guerre avec la France. Il arrive à Chapultepec le 16 novembre 1673, il y reste trois semaines pour raisons de santé avant de faire son entrée à  Mexico. Il prend en charge le gouvernement dans la nuit du 20 novembre, mais retarde l'exercice de ses fonctions. Il fait finalement son entrée officielle dans Mexico le 8 décembre 1673, et meurt le 13 décembre.
L'un de ses quelques rares actes officiels est d'abaisser les prix du cacao et du maïs. Il meurt a cinq heures du matin. Ses funérailles ont lieu en grande pompe dans la cathédrale où ses restes sont déposés en la chapelle des vice-rois, Santo Cristo. Certains historiens prétendent que ses restes furent ensuite ramenés en Espagne et d'autres qu'ils se trouvent toujours dans la cathédrale.
Le jour de sa mort, l'Inquisiteur Juan de Ortega dépose des instructions scellées à l'Audiencia qui indiquent qu'en cas de décès de Pedro Nuño Colón de Portugal, le gouvernement doit être transféré à l'archevêque de Mexico Payo Enríquez de Rivera.